# Gotha Go 147
Die Gotha Go 147 war ein deutsches Versuchsflugzeug in schwanzloser Bauweise.

## Entwicklung
Mit diesem Projekt schloss sich die Gothaer Waggonfabrik 1936 den zahlreichen Versuchen mit schwanzlosen Flugzeugen an. Die Entwicklung wurde von August Kupper geleitet. Das Flugzeug war als abgestrebter Knickflügel-Schulterdecker mit starrem Fahrwerk ausgelegt. Das Seitenleitwerk war an beiden Flügelenden angebracht. Als Antrieb diente ein As 10 C mit 240 PS. Die Besatzung bestand aus zwei Mann, die hintereinander saßen. Es wurde nur ein Exemplar als Go 147 V1 gebaut, das das Kennzeichen D-IQVI erhielt. Geplant war noch ein zweites Exemplar Go 147 V2 (Go 147 B), das wegen des nach hinten freien Schussfeldes einen Drehkranz erhalten sollte. Es sollte im August 1936 vollendet sein. Gebaut wurde allerdings nur das Versuchsexemplar der A-Version. Die Flugerprobung wurde von Gothas Cheftestpilot Hugo Harmens durchgeführt. Sie begann im Mai 1936 mit einem nicht geplanten Hüpfer während der Rollerprobung auf 10 m Höhe, wobei das Flugzeug bei der Landung leicht beschädigt wurde. Nach der Reparatur wurden die Flugtests im September fortgesetzt. Sie offenbarten schlechte Flugeigenschaften. Beim Landeanflug zeigte die Konstruktion eine Neigung zum Überkippen nach vorn. Nach 15 Flügen wurden deshalb die Versuche eingestellt und die Go 147 verschrottet. Der Bau der V2-Zelle wurde bei 10 % des Bauzustands abgebrochen.

## Technische Daten

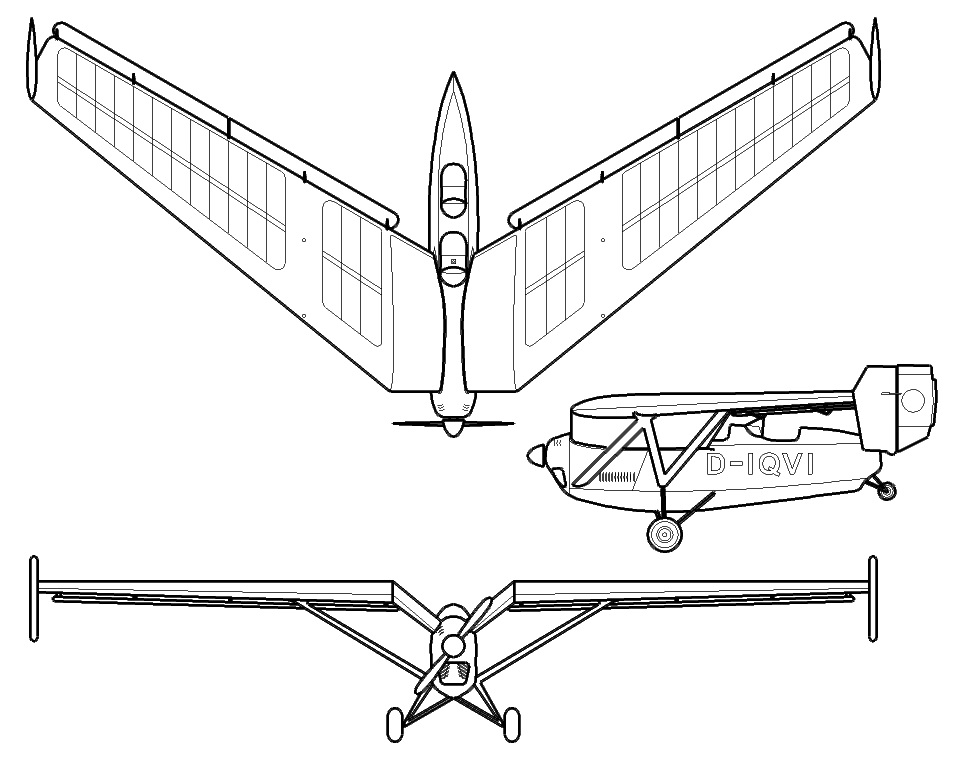
Dreiseitenansicht der Go 147

| Kenngröße             | Daten (Go 147 V1)                  | Daten (Go 147 B)                                     |
| --------------------- | ---------------------------------- | ---------------------------------------------------- |
| Besatzung             | 2                                  | 2                                                    |
| Länge                 | 5,86 m                             | 5,4 m                                                |
| Spannweite            | 12,23 m                            | 11,0 m                                               |
| Leermasse             | 945 kg                             | 945 kg                                               |
| max. Startmasse       | 1145 kg                            | 1145 kg                                              |
| Höchstgeschwindigkeit | 220 km/h                           |                                                      |
| Triebwerk             | ein Argus As 10 A; 185 PS (136 kW) | ein Argus As 10 C; 240 PS (ca. 180 kW)               |
| zul. Geschwindigkeit  | 480 km/h                           |                                                      |
| Höchstgeschwindigkeit | 220 km/h                           |                                                      |
| Marschgeschwindigkeit | 195 km/h                           |                                                      |
| Landegeschwindigkeit  | 80 km/h                            |                                                      |
| Steiggeschwindigkeit  | 4,8 min auf 1000 m Höhe            |                                                      |
| Dienstgipfelhöhe      | 5500 m                             |                                                      |
| Bewaffnung            | –                                  | 1 × MG 15 als manuell zu bedienende Abwehrbewaffnung |